# Magdeburger Straßen/I
Nachfolgend werden Bedeutungen und Umstände der Namengebung von Magdeburger Straßen und ihre Geschichte aufgezeigt. Aktuell gültige Straßenbezeichnungen sind in Fettschrift angegeben, nach Umbenennung oder Überbauung nicht mehr gültige Bezeichnungen in Kursivschrift. Soweit möglich werden auch bestehende oder ehemalige Institutionen, Denkmäler, besondere Bauten oder bekannte Bewohnerinnen und Bewohner aufgeführt.
Die Liste erhebt zunächst noch keinen Anspruch auf Vollständigkeit.
Igelweg; Stadtteil Salbke; PLZ 39122
Die Straße ist nach der Familie der Säugetiere Igel benannt.
Iglauer Straße; Stadtteil Hopfengarten; PLZ 39120
Heute: Hirschbreite
Die Straße war nach der an der Grenze von Böhmen und Mähren gelegenen Stadt Iglau benannt. In der Zeit der DDR wurde sie umbenannt. Namen von Orten, aus denen die deutsche Bevölkerung nach dem Zweiten Weltkrieg vertrieben worden war oder die nicht mehr zu Deutschland gehörten, sollten nicht mehr erscheinen.
Ihleburger Straße; Stadtteil Gewerbegebiet Nord; PLZ 39126
Benannt nach dem nördlich von Burg in Sachsen-Anhalt gelegenen Dorf Ihleburg.
Ilmenauer Straße; Stadtteil Westerhüsen; PLZ 39122
Benannt nach der thüringischen Stadt Ilmenau. In diesem Bereich tragen diverse Straßen die Namen von Städten aus Thüringen.
Ilsenburger Straße; Stadtteil Lemsdorf; PLZ 39118
Die Straße wurde 1938 nach der im Harz, westlich von Wernigerode in Sachsen-Anhalt, gelegenen Stadt Ilsenburg (Harz) benannt.
Ilse-Voigt-Straße; Stadtteil Prester; PLZ 39114
Die am 16. Oktober 2006 beschlossene Benennung der Straße erinnert an die in Magdeburg tätige Schauspielerin und Synchronsprecherin Ilse Voigt (1905–1990). Zeitgleich wurden auch drei benachbarte Straßen (Christa-Johannsen-Straße, Willy-Rosen-Straße und Adele-Elkan-Straße) nach Künstlern benannt. Alle Straßen entstanden neu auf einem ehemaligen Kasernengelände und dienen zur Erschließung der dort geplanten Wohnbebauung. Mit der Benennung nach Künstlern sollte die Benennungsreihe der bereits einige Jahre zuvor neu errichteten benachbarten Straßen fortgesetzt werden. Dort waren Schriftsteller geehrt worden.
Ilsestraße; Stadtteil Lemsdorf; PLZ 39118
Heute: Krokusweg (östliches Teilstück der Ilsestraße; seit 14. November 2002)
Benannt nach dem im Harz verlaufenden Fluss Ilse. Ursprünglich hieß auch die östliche Verlängerung dieser Straße in den Stadtteil Magdeburg-Reform hinein Ilsestraße. Durch den Bau des Magdeburger Rings wurde jedoch die Ilsestraße durchtrennt. Über mehrere Jahrzehnte trugen beide Teile noch den Namen Ilsestraße. Per Stadtratsbeschluss aus dem Jahr 2001 war jedoch die Neubenennung solcher Straßen beschlossen worden, um Fehlleitungen von z. B. Rettungskräften zu vermeiden. Nach Anhörung des einzigen Anwohners des östlichen Teilstücks erfolgte die Umbenennung durch Stadtratsbeschluss vom 14. November 2002.
Iltisweg; Stadtteil Salbke; PLZ 39122
Benannt nach der Untergattung der Marder Iltisse.
Im Brückfeld; Stadtteil Cracau; PLZ 39114
Vormals: Von-der-Goltz-Straße
Die Straße liegt in der Flur, von der aus die Elbe überbrückt wurde. Der benachbarte Stadtteil heißt ebenfalls Brückfeld.
Im Brunnenhof; Stadtteil Neustädter See; PLZ 39126
 ?
Im Busch; Stadtteil Rothensee; PLZ 39126
Die Straße wurde im Jahr 1938 benannt.
Im Felde; Stadtteil Alt Olvenstedt; PLZ 39130
 ?
Im Felde; Stadtteil Salbke; PLZ 39122
Heute: ?
 ?
Im Fuchswinkel; Stadtteil Altstadt; PLZ 39104
Vormals: Franziskanerstraße
Die Straße besteht heute nicht mehr. Ursprünglich verlief sie zwischen Schrotdorfer- und Braunehirschstraße, im nordwestlichen Teil der Altstadt. Nach den schweren Zerstörungen des Zweiten Weltkriegs in Magdeburg erfolgte ein Wiederaufbau, der sich nicht an der gewachsenen Stadtstruktur orientierte. Die Straße wurde überbaut. In diesem Gebiet befinden sich jetzt 10-geschossige DDR-Plattenbauten.
Im Gänseei; Stadtteil Nordwest; PLZ 39128
 ?
Im Grünen; Stadtteil Hopfengarten; PLZ 39120
 ?
Im Jückpfuhl; Stadtteil Rothensee; PLZ 39126
Heute: ?
 ?
Im Kräuterwinkel; Stadtteil Nordwest; PLZ 39128
 ?
Im Mittelfelde; Stadtteil Neue Neustadt; PLZ 39124
 ?
Im Rennegarten; Stadtteil Nordwest; PLZ 39128
Die Namensgebung resultiert aus dem von der Straße gekreuzten Bach Faule Renne. Die Straße führt durch ein Gebiet mit Kleingärten, die beidseitig des Baches liegen.
Im Rosenwinkel; Stadtteil Hopfengarten; PLZ 39120
 ?
Im Sauerfeld; Stadtteile Salbke und Westerhüsen; PLZ 39122
 ?
Im Siek; Stadtteil Westerhüsen; PLZ 39122
 ?
Im Steingewände; Stadtteile Neustädter See und Neue Neustadt; PLZ 39126
Die Straße wurde 1938 benannt.
Im Winkel; Stadtteil Lemsdorf; PLZ 39118
 ?
Immelmannstraße; Stadtteil Cracau; PLZ 39114
Heute: Luxemburgstraße
Die Straße war nach dem deutschen Militärpiloten des Ersten Weltkrieges Max Immelmann benannt.
Immelmannstraße; Stadtteil Sudenburg; PLZ 39116
Später: Löwenhardtstraße
Heute: Florian-Geyer-Straße
Diese ursprünglich zu Ottersleben gehörende Straße war nach dem deutschen Militärpiloten des Ersten Weltkrieges Max Immelmann benannt.
Immermannstraße; Stadtteil Stadtfeld Ost; PLZ 39108
Benannt nach dem in Magdeburg geborenen, deutschen Schriftsteller Carl Leberecht Immermann.
In den Gehren; Stadtteil Cracau; PLZ 39114
Mit "Die Gehren" wurde in der ersten Hälfte des 19. Jahrhunderts ein Flurstück entlang dem Weg von Cracau nach Prester bezeichnet, auf dem später die Pfeifferschen Stiftungen errichtet wurden. Es gehörte zur Krakauer Feldmark. Ein zweites Flurstück mit gleicher Bezeichnung existierte am Klusdamm. Das gehörte jedoch zur Presterschen Feldmark.
In den Meerwellen; Stadtteil Neustädter Feld; PLZ 39128
 ?
In den Worthen; Stadtteil Rothensee; PLZ 39126
 ?
In der Citadelle; Stadtteil Werder; PLZ 39114
 ?
In der Mittelwiese; Stadtteil Westerhüsen; PLZ 39122
 ?
In der Rönnepöhle; Stadtteil Rothensee; PLZ 39126
Die Straße wurde 1938 benannt.
In der Spitzbreite; Stadtteil Lemsdorf; PLZ 39118
Die Benennung "Spitzbreite" greift die Lemsdorfer Flurbezeichnung für dieses Gebiet auf.
Industriestraße; Stadtteil Industriehafen; PLZ 39126
 ?
Innsbrucker Straße; Stadtteil Leipziger Straße; PLZ 39112
Diese Straße wurde 1938 nach der in Österreich gelegenen Stadt Innsbruck benannt.
Inselstraße; Stadtteil Lemsdorf; PLZ 39118
 ?
Insleber Straße; Stadtteil Neue Neustadt; PLZ 39124
Benannt nach dem heute nicht mehr bestehenden Dorf Insleben. Insleben war auch namengebend für das Insleber Tor der Magdeburger Neustadt (späteres Mitteltor, Sieverstor bzw. Schützentor).
Irenenplatz; Stadtteil Salbke; PLZ 39122
 ?
Irmgard-Privatweg; Stadtteil Hopfengarten; PLZ 39120
Heute: Kiefernweg
Der Straße wurde ab 1933 gebaut. Das benachbarte Friedrich Krupp AG Grusonwerk errichtete hier auf einem ursprünglich für eine mögliche Werkserweiterung vorgesehenen Gelände zunächst 15 Doppelhäuser für Werksangehörige. Bis 1938 wurden insgesamt 5 Bauabschnitte in der näheren Umgebung errichtet. 7 Straßen der ersten Bauabschnitte erhielten die Vornamen von 7 Kindern der Familie Krupp. Der Irmgard-Privatweg war somit der 1912 geborenen Irmgard Krupp von Bohlen und Halbach gewidmet.
Irxleber Straße; Stadtteil Diesdorf; PLZ 39110
Benannt nach dem westlich vor Magdeburg gelegenen Dorf Irxleben.